# براين تيتشر
براين تيتشر (بالإنجليزية: Brian Teacher)‏ مواليد 23 ديسمبر 1954 في سان دييغو، هو لاعب كرة مضرب أمريكي سابق بدأ مسيرته كمحترف سنة 1973 وكان يلعب باليد اليمنى، اعتزل اللعب في 1986. كما أنه أحد أبطال الجراند سلام. أعلى تصنيف له في الفردي كان المركز الـ 7 في سنة 1981.

## بطولات حققها
- بطولة أستراليا المفتوحة للتنس

## روابط خارجية
- براين تيتشر على موقع رابطة محترفي التنس (الإنجليزية)
- براين تيتشر على موقع الاتحاد الدولي لكرة المضرب (الإنجليزية)
- براين تيتشر على موقع خلاصة التنس.كوم (الإنجليزية)